# Sąd Boży (film 1911)
Sąd Boży – polski niemy film fabularny z 1911 roku, oparty na dramacie Stanisława Wyspiańskiego pod tytułem Sędziowie.

## Fabuła
Przebieg akcji filmu możemy zrekonstruować na podstawie tekstu dramatu. Bogaty Żyd, Samuel, otrzymał niegdyś gospodarstwo Dziada w ramach spłaty długów. Dziad pragnął zabić Samuela, za co sąd skazał go na wieloletnie więzienie. Po śmierci żony Dziada Samuel bierze jego córkę, Jewdochę, na służbę w swoim domu. Samuel, wraz ze swoim cynicznym synem Natanem, zajmują się handlem młodymi kobietami. Natan uwodzi Jewdochę, ale szybko ją odtrąca i każe jej zabić ich dziecko. Jewdocha jest zrozpaczona. Natan pragnie zlikwidować świadka swoich zbrodni i morduje ją strzałem z rewolweru. Sytuacja zostaje przez niego tak ustawiona, aby wszystkie dowody wskazywały na winę Urlopnika, brata dziewczyny. W sądzie do głosu dochodzi Joas, wrażliwy brat Natana, który nie może znieść postawy brata – wskazuje jego oraz ojca jako morderców. Joas nagle umiera, nie wytrzymując psychicznie ogromu zła i nieszczęść. Wstrząśnięty tym faktem Samuel bierze na siebie całą winę za zbrodnię.

## Obsada
Obsada filmu podana za Stanisławem Janickim:
- Stanisław Knake-Zawadzki – Samuel
- Maria Mirska – Jewdocha
- Teodor Roland – Natan
- Antoni Różański – Dziad
- Tekla Trapszo – Joas
- Antoni Bednarczyk – Urlopnik
- Seweryn Jasielski - Żandarm
- Karol Karliński
- Władysław Paliński
- Aniela Bogusławska